# 最後のロッカールーム
最後のロッカールーム（さいごのロッカールーム）は、日本テレビ放送網・NNSを中心に全国43民間テレビ放送局共同制作で、毎年年末年始に生放送されている「全国高等学校サッカー選手権大会」において、全国大会の決勝戦、あるいはハイライト番組などで放送されているドキュメンタリー。
同企画では、当該年度の高校サッカー大会全国大会で健闘むなしく敗れたチームの監督やコーチらが、試合終了後のロッカールームにおいて、3年生・最後の高校大会を終えた選手たちに対する感動的な講話をまとめたものである
これらは書籍・DVDなどに収録され商品化されている。

## 書籍
- 最後のロッカールーム 2012年・日本テレビ放送網出版部 ISBN 4820301136
- 最後のロッカールーム　完全燃焼　全国高校サッカー選手権大会敗戦直後に監督から選手たちに贈られた言葉 2014年・講談社 ISBN 978-4-06-299811-6 編者：高校サッカー年間編集部

## DVD
- 毎年、バップより「第○○○回全国高等学校サッカー選手権大会総集編 最後のロッカールーム」と題して大会終了後からDVD、またはブルーレイディスクにて発売されている。第85回（2006年度）から発行されているのが確認されている[2]